# Театри Швеції
Театри Швеції — перелік театрів у Швеції: драматичні, опери, балету тощо.
| Порядковий № | Назва                          | Додатково                           |
| ------------ | ------------------------------ | ----------------------------------- |
| 1            | Королівська опера в Стокгольмі |                                     |
| 2            | Гетеборзька опера              | у м. Гетеборг                       |
| 3            | Королівський драматичний театр |                                     |
| 4            | Біржа гамбургеру               | Hamburger Börs (Ресторан, Театр)    |
| 5            | Оскарський театр               | Oscarsteatern                       |
| 6            | Китайський театр               | China Teatern                       |
| 7            | Будинок танцю                  | Dansens Hus                         |
| 8            | Театр Ла Скала (Швеція)        | Scalateatern                        |
| 9            | Спагеті опера Реґіна           | Spaghetti Operan Regina             |
| 10           | Театр чотирьох хороших вулиць  | Teater Brunnsgatan Fyra             |
| 11           | Стріндберг інтим театр         | Strindbergs Intima Teater           |
| 12           | Ігровий театральний дім        | Playhouse Teater                    |
| 13           | Опера рефлекс                  | OperaReflex                         |
| 14           | Драматичний театр              | Dramaten (Stora och Lilla Elverket) |
| 15           | Театр карликів                 | Pygméteatern                        |
| 16           | Театр Оден                     | Oden Teatern                        |
| 17           | Театр Акцент                   | Teater Accént                       |
| 18           | Народна опера                  | Folkoperan                          |
| 19           | Південний театр                | Södra Teatern                       |
| 20           | Театр ТР3                      | Teatre TR3                          |
| 21           | Судовий театр                  | Teater Tribunalen                   |
| 22           | Студія театр Ледермана         | Teater Studio Lederman              |
| 23           | Ляльковий театр Тіттут         | Dockteatern Tittut                  |
| 24           | Сцена підземельних дітей       | Barnens Underjordiska Scen          |
| 25           | Театр Оріон                    | Orionteatern                        |

| Прапор Швеції | Це незавершена стаття про Швецію. Ви можете допомогти проєкту, виправивши або дописавши її. |